# مسابقات باشگاهی خلیج بیست و یکم
مسابقات باشگاهی خلیج بیست و یکم بیست و یکمین دوره مسابقات باشگاهی خلیج برای باشگاه‌های کشورهای شورای همکاری خلیج فارس بود که در سال ۲۰۰۵ برگزار شد.

## نتایج
| تیم      | ب | پ | ت | ب | گ‌ز | گ‌خ | ت‌گ | ام |
| -------- | - | - | - | - | -- | -- | -- | -- |
| القادسیه | ۵ | ۳ | ۱ | ۱ | ۶  | ۴  | +۲ | ۱۰ |
| الوصل    | ۵ | ۳ | ۰ | ۲ | ۸  | ۵  | +۳ | ۹  |
| مسقط     | ۵ | ۲ | ۳ | ۰ | ۴  | ۲  | +۲ | ۹  |
| الرفاع   | ۵ | ۲ | ۱ | ۲ | ۵  | ۵  | ۰  | ۷  |
| ام صلال  | ۵ | ۱ | ۱ | ۳ | ۶  | ۹  | −۳ | ۴  |
| الاتفاق  | ۵ | ۰ | ۲ | ۳ | ۳  | ۷  | −۴ | ۲  |

تمامی مسابقات در کویت برگزار شدند.
| ۱۶ سپتامبر ۲۰۰۵ | القادسیه | ۳–۱ | ام صلال |
| ۱۷ سپتامبر ۲۰۰۵ | الاتفاق  | ۲–۲ | مسقط    |
| ۱۷ سپتامبر ۲۰۰۵ | الرفاع   | ۳–۰ | الوصل   |
| ۱۹ سپتامبر ۲۰۰۵ | ام صلال  | ۱–۴ | الوصل   |
| ۱۹ سپتامبر ۲۰۰۵ | القادسیه | ۲–۱ | الاتفاق |
| ۲۰ سپتامبر ۲۰۰۵ | مسقط     | ۰–۰ | الرفاع  |
| ۲۱ سپتامبر ۲۰۰۵ | القادسیه | ۰–۲ | الوصل   |
| ۲۲ سپتامبر ۲۰۰۵ | الرفاع   | ۱–۰ | الاتفاق |
| ۲۲ سپتامبر ۲۰۰۵ | مسقط     | ۱–۰ | الوصل   |
| ۲۵ سپتامبر ۲۰۰۵ | ام صلال  | ۰–۰ | الاتفاق |
| ۲۵ سپتامبر ۲۰۰۵ | مسقط     | ۱–۰ | الوصل   |
| ۲۶ سپتامبر ۲۰۰۵ | القادسیه | ۱–۰ | الرفاع  |
| ۲۶ سپتامبر ۲۰۰۵ | الاتفاق  | ۰–۲ | الوصل   |
| ۲۷ سپتامبر ۲۰۰۵ | الرفاع   | ۱–۴ | ام صلال |
| ۲۷ سپتامبر ۲۰۰۵ | القادسیه | ۰–۰ | مسقط    |

## گلزن برتر
- الکساندره اولیویرا (الوصل) – ۴ گل

## قهرمان
| قهرمان مسابقات باشگاهی خلیج ۲۰۰۵ |
| -------------------------------- |
| کویت                             |
| القادسیه دومین عنوان             |